# Råde kommun
Råde kommun (norska: Råde kommune) är en kommun i Østfold fylke i sydöstra Norge. Kommunens centralort är tätorten Karlshus vid Europaväg 6, där finns även affärer, apotek, m.m.
Råde kommun gränsar i sydväst mot Oslofjorden, i väster mot Moss kommun, i norr mot Vålers kommun, i öster mot Sarpsborgs kommun och i söder mot Fredrikstads kommun.

## Administrativ historik
Råde kommun har haft oförändrade gränser sedan den bildades på 1830-talet.

## Geografi och klimat
| Normaler för Rød i Råde (34 m ö.h.) | Jan  | Feb  | Mar | Apr | Maj  | Jun  | Jul  | Aug  | Sep  | Okt | Nov | Dec  | År  |
| ----------------------------------- | ---- | ---- | --- | --- | ---- | ---- | ---- | ---- | ---- | --- | --- | ---- | --- |
| Normaltemperatur (°C)               | −3,7 | −3,5 | 0,0 | 4,7 | 10,5 | 14,5 | 16,5 | 15,4 | 11,4 | 7,1 | 1,8 | −1,5 | 6,1 |
| Nederbörd (mm)                      | 56   | 42   | 51  | 40  | 55   | 61   | 69   | 83   | 86   | 101 | 85  | 61   | 790 |

Det bedrevs kontinuerliga meteorologiska mätningarna av Meteorologisk institutt i Råde mellan år 1933 och 1971. De högsta och lägsta uppmätta temperaturerna under mätningarna var 31,0 grader den 21 juni 1970 och -34,7 grader 20 januari 1941.

## Orter

### Tätorter
I Råde kommun finns fem tätorter:
- Halmstad (del av)
- Karlshus (centralort)
- Missingmyr
- Spetalen (del av)
- Tomb

Orten Grimstad har tidigare räknats som en tätort men uppfyller inte längre kriterierna.

### Övriga orter
Saltnes är en ort vid Oslofjorden som utgör en del av tätorten Spetalen.

## Socknar
Inom Norska kyrkan motsvaras Råde kommun av Råde socken i Vestre Borgesyssels prosteri i Borgs stift.

## Vänskapskommuner
Forshaga kommun i Sverige är Råde kommuns vänkommun.